# طارق یحیی
طارق یحیی (عربی: طارق يحيى؛ زادهٔ ۱۰ سپتامبر ۱۹۶۱) یک ورزشکار اهل مصر است.
از باشگاه‌هایی که در آن بازی کرده‌است می‌توان به باشگاه ورزشی زمالک و باشگاه ورزشی النجمه لبنان اشاره کرد.